# 老倒子
老倒子是中国东北地区的一种对人的贬称.
老倒子可以指没见过世面的人。有观点认为，老倒子一词主要有两个用法，指农村人，或者指从山海关内迁来的新移民。

## 用例
1970年代在中国东北地区的上山下乡知识青年对农村人俗称老倒子。这个称谓不但包含歧视和侮辱的意思，还带有非常强烈地调侃意味。
在1980年代初的书籍中曾经记录讽刺老倒子形象的通俗文艺作品，其中的“老倒子”说山东话。:45